# Josef Dötsch

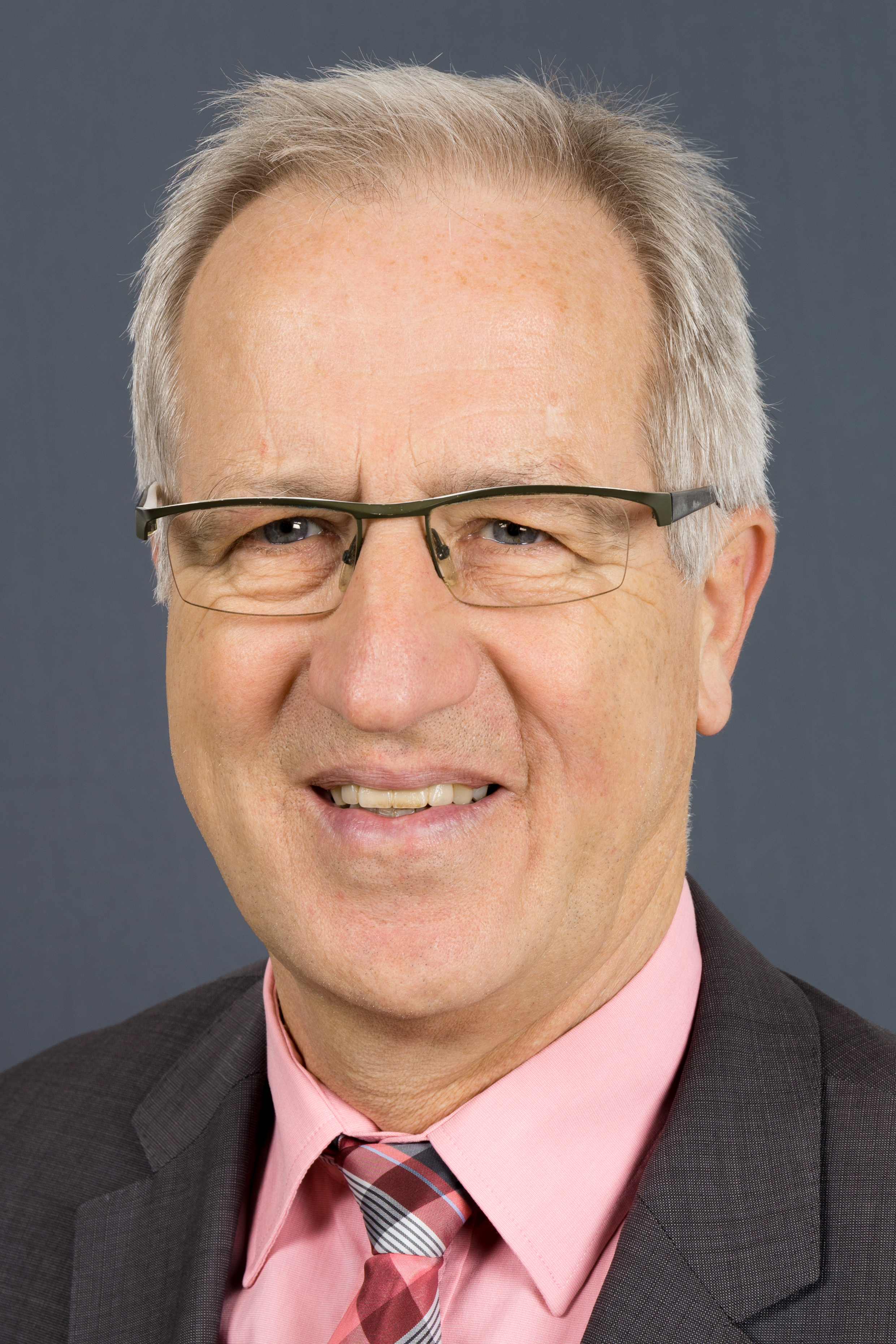
Josef Dötsch (2016)

Josef Dötsch (* 9. Dezember 1954 in Mülheim-Kärlich) ist ein deutscher Politiker (CDU). Von 2006 bis 2021 war er Abgeordneter im Landtag von Rheinland-Pfalz.

## Leben und Beruf
Dötsch besuchte von 1961 bis 1969 die Volksschule und absolvierte im Anschluss bis 1972 eine Landwirtschaftslehre im elterlichen Betrieb. Danach absolvierte er bis 1974 eine Berufsaufbauschule und Fachoberschule in Bad Kreuznach. Von 1974 bis 1975 leistete er den Wehrdienst und studierte danach bis 1979 elektrische Nachrichtentechnik. Für ein Jahr arbeitete er als Anlageningenieur der Messtechnik in Neuwied, danach von 1980 bis 1990 beim Bundesamt für Wehrtechnik und Beschaffung in Koblenz. Von 1991 bis 2006 war er Werkleiter in Mülheim-Kärlich und in dieser Funktion maßgeblich für die wirtschaftliche Entwicklung des Freizeitbades Tauris verantwortlich.
Josef Dötsch ist verheiratet und hat zwei erwachsene Kinder.

## Politik
Dötsch ist Mitglied der CDU und war von 1984 bis 1991 Mitglied des Verbandsgemeinderats in Weißenthurm. 1990 war er zweiter Beigeordneter in Mülheim-Kärlich. 1996 wurde er stellvertretender Kreisvorsitzender des CDU-Kreisverbands Mayen-Koblenz und ist derzeit auch stellvertretender Vorsitzender der CDU-Kreistagsfraktion. Am 18. Mai 2006 wurde Dötsch Mitglied des Landtags, wo er Mitglied im Ausschuss für Medien und Multimedia und im Ausschuss für Wirtschaft und Verkehr ist. Seit 2010 ist er medienpolitischer Sprecher der Landtagsfraktion. Daneben ist Dötsch Vorsitzender des CDU-Gemeindeverbandes Weißenthurm. Bei der Wahl zum 18. Landtag von Rheinland-Pfalz kandidierte er nicht erneut.